# Andreia Cristina Santa Rosa Farias
Andreia Cristina Santa Rosa Farias (Belém, 23 de abril de 1986) é uma jogadora brasileira de basquete em cadeira de rodas.

## Biografia
Aos 14 anos, Andreia Farias foi vítima de agressão por parte de uma tia. Ela sofreu um traumatismo craniano e teve lesões graves nas vértebras C-3 e C-4 da coluna, resultando na perda de memória e movimento. Originária de Belém, Andreia ficou tetraplégica. Após três anos e oito meses, seus braços voltaram a responder. Descobriu o basquete em cadeira de rodas através de amigos, aos 20 anos
Dois anos após ser apresentada ao esporte, Andreia disputou sua primeira Paralimpíada em Pequim, 2008. Em 2016, aos 30 anos, participou de sua terceira Paralimpíada, realizada no Rio de Janeiro. E, posteriormente, Andreia participou Jogos Parapan-Americanos de 2019, em Lima. Ela almejava conquistar uma medalha inédita para a seleção brasileira feminina.
Em 2021 ela participou dos Jogos Universitários, em São Paulo, com o apoio da Secretaria do Esporte e Juventude (Sejuv) que os contemplou com passagens aéreas.
Andreia é formada em biologia.

## Títulos
Copa das Américas
- Prata: 2009 (Guatemala)[1]

Jogos Parapan-Americanos
- Bronze: 2011 (Guadalajara)[1]

Campeonato Sul-Americano
- Ouro: 2017 (Peru)[1]